# 잠시만 안녕
《잠시만 안녕》은 2004년 9월 10일에 MBC에서 방영한 베스트극장이다.

## 줄거리
경찰관 우석(최민용 분)은 자동차 사고로 죽은 뒤 귀신이 돼 49일간 세상을 떠돈다. 49일째 되던 날, 우석을 남몰래 좋아하던 비디오가게의 점원 주리(황보 분)가 한강 다리에서 투신하려 한다. 그때서야 우석은 주리의 진심을 깨닫고 주리에게 사랑을 고백하지만, 주리는 듣지 못한다.

## 등장 인물

### 주요 인물
- 최민용 : 우석 역
- 황보혜정 : 주리 역

### 그 외 인물
- 김인권
- 김인문
- 우상전
- 이인철
- 최원석
- 김동석
- 손영순
- 이정성
- 황의권
- 염재욱
- 이중열
- 유혜리미
- 표은진
- 김진호

### 특별출연
- 김C

## 삽입곡
- 엠씨 더 맥스 - 〈잠시만 안녕〉